# 터코마 디파이언스
터코마 디파이언스(Tacoma Defiance)는 3부 리그인 MLS 넥스트 프로에 소속된 미국의 프로 축구단이자 시애틀 사운더스의 리저브팀으로 워싱턴주 투퀼라를 연고지로 하고 있으며 스타파이어 스포츠 스타디움을 홈 경기장으로 사용하고 있다.

## 역사
터코마 디파이언스는 2014년 10월 14일 시애틀 사운더스 FC 2 (Seattle Sounders FC 2)라는 이름으로 창단되어 2019년 1월 30일 현재의 이름으로 변경했으며 2024년에는 시애틀 사운더스의 새 본부와 훈련 시설이 지어질 롱에이커스 지역으로 이전할 계획이다.

## 역대 홈경기장
| 경기장                     | 사용기간      | 장소            | 팀명                                   | 비고 |
| -------------------------- | ------------- | --------------- | -------------------------------------- | ---- |
| 스타파이어 스포츠 스타디움 | 2015년~2017년 | 워싱턴주 투퀼라 | 시애틀 사운더스 FC 2                   |      |
| 체니 스타디움              | 2018년~2022년 | 워싱턴주 터코마 | 시애틀 사운더스 FC 2 터코마 디파이언스 |      |
| 스타파이어 스포츠 스타디움 | 2022년-현재   | 워싱턴주 투퀼라 | 터코마 디파이언스                      |      |

## 선수 명단

### 현역
참고: FIFA 자격 규정에 따라 소속된 국가대표팀 국기를 표시합니다. 선수는 복수의 FIFA 비회원국 국적을 가지고 있을 수 있습니다.
| 번호 | 포지션 | 국적       | 이름          |
| ---- | ------ | ---------- | ------------- |
| 4    | DF     |            | 나탕          |
| 34   | MF     | 시에라리온 | 프랭크 다로마 |
| 36   | FW     |            | 유 츠카노메   |

| 번호 | 포지션 | 국적         | 이름                 |
| ---- | ------ | ------------ | -------------------- |
| 78   | DF     |              | 페드로 로드리게스    |
| 93   | MF     | 코트디부아르 | 게오르기 미눙구      |
| 95   | FW     | 가이아나     | 오세이지 드 로사리오 |
| 98   | DF     |              | 브라이언 아길라      |

## 메이저 리그 사커제휴팀
- 시애틀 사운더스 FC (시애틀, 워싱턴)